# Lea (Musikerin)/Diskografie
Diese Diskografie ist eine Übersicht über die musikalischen Werke der deutschen Popsängerin Lea. Den Schallplattenauszeichnungen zufolge hat sie bisher über 4,4 Millionen Tonträger verkauft. Ihre erfolgreichste Veröffentlichung ist die Single 110 mit über 810.000 verkauften Einheiten.

## Alben

### Studioalben
| Jahr | Titel Musiklabel                                                            | Höchstplatzierung, Gesamtwochen, AuszeichnungChartplatzierungen (Jahr, Titel, Musiklabel, Platzierungen, Wochen, Auszeichnungen, Anmerkungen) | Höchstplatzierung, Gesamtwochen, AuszeichnungChartplatzierungen (Jahr, Titel, Musiklabel, Platzierungen, Wochen, Auszeichnungen, Anmerkungen) | Höchstplatzierung, Gesamtwochen, AuszeichnungChartplatzierungen (Jahr, Titel, Musiklabel, Platzierungen, Wochen, Auszeichnungen, Anmerkungen) | Anmerkungen                                                  |
| Jahr | Titel Musiklabel                                                            | DE | AT | CH | Anmerkungen                                                  |
| ---- | --------------------------------------------------------------------------- | --- | --- | --- | ------------------------------------------------------------ |
| 2016 | Vakuum Four Music (Sony)                                                    | — | — | — | Erstveröffentlichung: 22. April 2016                         |
| 2018 | Zwischen meinen Zeilen Four Music (Sony)                                    | DE6 Gold · (68 Wo.)DE | AT53 (4 Wo.)AT | CH35 (3 Wo.)CH | Erstveröffentlichung: 14. September 2018 Verkäufe: + 100.000 |
| 2020 | Treppenhaus Four Music (Sony)                                               | DE5 Gold · (76 Wo.)DE | AT7 (23 Wo.)AT | CH6 (19 Wo.)CH | Erstveröffentlichung: 29. Mai 2020 Verkäufe: + 100.000       |
| 2021 | Fluss Four Music (Sony)                                                     | DE6 (29 Wo.)DE | AT6 (6 Wo.)AT | CH7 (3 Wo.)CH | Erstveröffentlichung: 5. November 2021                       |
| 2023 | Bülowstraße Treppenhaus Records (Sony)                                      | DE5 (6 Wo.)DE | AT19 (2 Wo.)AT | CH13 (2 Wo.)CH | Erstveröffentlichung: 4. Mai 2023                            |
| 2024 | Von der Schönheit und Zerbrechlichkeit der Dinge Treppenhaus Records (Sony) | DE5 (6 Wo.)DE | AT18 (2 Wo.)AT | CH17 (2 Wo.)CH | Erstveröffentlichung: 4. Oktober 2024                        |

### EPs
| Jahr | Titel Musiklabel                                | Anmerkungen                                                                           |
| ---- | ----------------------------------------------- | ------------------------------------------------------------------------------------- |
| 2017 | Vakuum Remixed Four Music (Sony)                | Erstveröffentlichung: 15. Dezember 2017 Verkäufe werden dem Studioalbum hinzuaddiert  |
| 2019 | Zwischen meinen Zeilen – Live Four Music (Sony) | Erstveröffentlichung: 19. September 2019 Verkäufe werden dem Studioalbum hinzuaddiert |

## Singles

### Als Leadmusikerin
| Jahr | Titel Album                                                              | Höchstplatzierung, Gesamtwochen, AuszeichnungChartplatzierungen (Jahr, Titel, Album, Platzierungen, Wochen, Auszeichnungen, Anmerkungen) | Höchstplatzierung, Gesamtwochen, AuszeichnungChartplatzierungen (Jahr, Titel, Album, Platzierungen, Wochen, Auszeichnungen, Anmerkungen) | Höchstplatzierung, Gesamtwochen, AuszeichnungChartplatzierungen (Jahr, Titel, Album, Platzierungen, Wochen, Auszeichnungen, Anmerkungen) | Anmerkungen                                                                                       |
| Jahr | Titel Album                                                              | DE | AT | CH | Anmerkungen                                                                                       |
| --- | ------------------------------------------------------------------------ | --- | --- | --- | ------------------------------------------------------------------------------------------------- |
| 2017 | Wunderkerzenmenschen Zwischen meinen Zeilen                              | — | — | — | Erstveröffentlichung: 10. März 2017                                                               |
| 2017 | Leiser Zwischen meinen Zeilen                                            | DE13 Platin · (29 Wo.)DE | AT41 (7 Wo.)AT | CH36 (3 Wo.)CH | Erstveröffentlichung: 15. September 2017 Verkäufe: + 400.000                                      |
| 2018 | Zu dir Zwischen meinen Zeilen                                            | DE54 Gold · (21 Wo.)DE | — | — | Erstveröffentlichung: 22. Juni 2018 Verkäufe: + 200.000                                           |
| 2018 | Immer wenn wir uns sehn Zwischen meinen Zeilen                           | DE16 Platin · (32 Wo.)DE | AT59 (8 Wo.)AT | — | Erstveröffentlichung: 17. August 2018 Verkäufe: + 400.000; mit Cyril                              |
| 2019 | Halb so viel Zwischen meinen Zeilen                                      | — | — | — | Erstveröffentlichung: 8. Februar 2019                                                             |
| 2019 | 110 (Prolog) Treppenhaus                                                 | DE43 Gold · (10 Wo.)DE | — | CH80 (1 Wo.)CH | Erstveröffentlichung: 18. Oktober 2019 Verkäufe: + 200.000                                        |
| 2020 | Treppenhaus                                                              | DE18 Platin · (21 Wo.)DE | AT48 (13 Wo.)AT | CH96 (2 Wo.)CH | Erstveröffentlichung: 6. März 2020 Verkäufe: + 400.000                                            |
| 2020 | Okay Treppenhaus                                                         | DE85 (2 Wo.)DE | — | — | Erstveröffentlichung: 15. Mai 2020                                                                |
| 2020 | Beifahrersitz Treppenhaus (Deluxe Edition)                               | DE48 (10 Wo.)DE | — | — | Erstveröffentlichung: 11. September 2020 mit Majan                                                |
| 2020 | Das Leben (du warst schon immer so) Treppenhaus (Deluxe Edition)         | DE88 (1 Wo.)DE | — | — | Erstveröffentlichung: 6. November 2020                                                            |
| 2020 | Du tust es immer wieder Treppenhaus (Deluxe Edition)                     | DE79 (1 Wo.)DE | — | — | Erstveröffentlichung: 19. November 2020                                                           |
| 2021 | Schwarz Fluss                                                            | DE7 Gold · (16 Wo.)DE | AT41 Gold · (3 Wo.)AT | CH70 (1 Wo.)CH | Erstveröffentlichung: 2. Juli 2021 Verkäufe: + 215.000; feat. Casper                              |
| 2021 | Wenn du mich lässt Fluss                                                 | DE22 Gold · (20 Wo.)DE | AT52 Gold · (8 Wo.)AT | CH87 (1 Wo.)CH | Erstveröffentlichung: 20. August 2021 Verkäufe: + 215.000                                         |
| 2021 | Parfum Fluss                                                             | DE43 (4 Wo.)DE | — | — | Erstveröffentlichung: 17. September 2021                                                          |
| 2021 | Küsse wie Gift Fluss                                                     | DE19 (9 Wo.)DE | AT50 (1 Wo.)AT | CH70 (1 Wo.)CH | Erstveröffentlichung: 4. November 2021 feat. Luna                                                 |
| 2022 | Eigentlich –                                                             | DE19 (13 Wo.)DE | AT48 (1 Wo.)AT | CH64 (1 Wo.)CH | Erstveröffentlichung: 15. Juli 2022 feat. 01099                                                   |
| 2022 | In Flammen –                                                             | DE— aDE | — | — | Erstveröffentlichung: 2. Dezember 2022                                                            |
| 2024 | Welt Von der Schönheit und Zerbrechlichkeit der Dinge                    | DE93 (1 Wo.)DE | — | — | Erstveröffentlichung: 8. März 2024                                                                |
| 2024 | Chaos Von der Schönheit und Zerbrechlichkeit der Dinge                   | DE56 (4 Wo.)DE | — | CH84 (1 Wo.)CH | Erstveröffentlichung: 17. Mai 2024 feat. Dhurata Dora                                             |
| 2024 | Danke dass es dich gibt Von der Schönheit und Zerbrechlichkeit der Dinge | — | — | — | Erstveröffentlichung: 5. Juli 2024                                                                |
| 2024 | Alles nichts ohne dich Die Schule der magischen Tiere 3 (O.S.T.)         | DE— bDE | — | — | Erstveröffentlichung: 23. August 2024                                                             |
| 2024 | Ich mag dich Von der Schönheit und Zerbrechlichkeit der Dinge            | DE— cDE | — | — | Erstveröffentlichung: 13. September 2024                                                          |
| 2024 | Phantasie Von der Schönheit und Zerbrechlichkeit der Dinge               | DE62 (1 Wo.)DE | — | — | Erstveröffentlichung: 3. Oktober 2024 feat. Lune                                                  |
| Folgende Lieder erschienen nicht als Single, wurden aber durch das Album zum Download und Streaming bereitgestellt und konnten somit eine Platzierung erlangen: |                                                                          | | | |                                                                                                   |
| |                                                                          | | | |                                                                                                   |
| 2020 | 7 Stunden Treppenhaus                                                    | DE10 Platin · (17 Wo.)DE | AT14 (8 Wo.)AT | CH27 Gold · (5 Wo.)CH | Videoauskopplung: 4. Juni 2020 Charteinstieg: 5. Juni 2020 Verkäufe: + 410.000; feat. Capital Bra |
| 2023 | Aperol im Glas Bülowstraße                                               | DE45 (12 Wo.)DE | — | — | Charteinstieg: 12. Mai 2023 feat. 01099                                                           |

### Als Gastmusikerin
| Jahr | Titel Album                                            | Höchstplatzierung, Gesamtwochen, AuszeichnungChartplatzierungen (Jahr, Titel, Album, Platzierungen, Wochen, Auszeichnungen, Anmerkungen) | Höchstplatzierung, Gesamtwochen, AuszeichnungChartplatzierungen (Jahr, Titel, Album, Platzierungen, Wochen, Auszeichnungen, Anmerkungen) | Höchstplatzierung, Gesamtwochen, AuszeichnungChartplatzierungen (Jahr, Titel, Album, Platzierungen, Wochen, Auszeichnungen, Anmerkungen) | Anmerkungen                                                                                 |
| Jahr | Titel Album                                            | DE | AT | CH | Anmerkungen                                                                                 |
| ---- | ------------------------------------------------------ | --- | --- | --- | ------------------------------------------------------------------------------------------- |
| 2017 | Wohin willst du #Zwei                                  | DE11 ×3Dreifachgold · (42 Wo.)DE | AT43 (13 Wo.)AT | — | Erstveröffentlichung: 2. Juni 2017 Verkäufe: + 600.000; Gestört aber geil feat. Lea         |
| 2019 | 110 Berlin lebt 2                                      | DE1 ×2Doppelplatin · (44 Wo.)DE | AT2 Gold · (38 Wo.)AT | CH2 (37 Wo.)CH | Erstveröffentlichung: 20. September 2019 Verkäufe: + 815.000; Capital Bra & Samra feat. Lea |
| 2020 | Bis zum Mond Oh Yeah!                                  | — | — | — | Erstveröffentlichung: 18. Dezember 2020 Dikka feat. Lea                                     |
| 2021 | Drei Uhr nachts Musketiere                             | DE15 Platin · (35 Wo.)DE | AT32 Platin · (15 Wo.)AT | CH68 (1 Wo.)CH | Erstveröffentlichung: 9. April 2021 Verkäufe: + 430.000; Mark Forster feat. Lea             |
| 2021 | Sommer –                                               | DE3 (7 Wo.)DE | AT13 (4 Wo.)AT | CH20 (2 Wo.)CH | Erstveröffentlichung: 3. Juni 2021 Beatzarre & Djorkaeff feat. Lea & Capital Bra            |
| 2022 | Dass du mich liebst Jaaaaaaaaaaaaaaaa!                 | DE93 (1 Wo.)DE | — | — | Erstveröffentlichung: 14. Oktober 2022 Klan feat. Lea                                       |
| 2023 | Nur noch ein Lied Übers Träumen                        | DE— dDE | — | — | Erstveröffentlichung: 15. September 2023 Bosse feat. Lea                                    |
| 2023 | 1000 Mal –                                             | DE26 (10 Wo.)DE | AT51 (1 Wo.)AT | CH57 (1 Wo.)CH | Erstveröffentlichung: 29. September 2023 Bausa feat. Lea                                    |
| 2023 | Freier Fall –                                          | — | — | — | Erstveröffentlichung: 20. Oktober 2023 Berky feat. Lea                                      |
| 2024 | Für dich da (#40Bochum) 4630 Bochum (40 Jahre Edition) | DE— eDE | — | — | Erstveröffentlichung: 7. Juni 2024 Herbert Grönemeyer feat. Lea                             |

## Musikvideos
| Jahr | Titel                               | Regie                       |
| ---- | ----------------------------------- | --------------------------- |
| 2017 | Wunderkerzenmenschen                | Ferdinand Kowalke           |
| 2017 | Wohin willst du                     | Sebastian Otto              |
| 2018 | Mädchen gegen Jungs                 | Johannes Huth               |
| 2018 | Zu dir                              | Adam Janisch                |
| 2018 | Immer wenn wir uns sehn             | Niels Reinhard              |
| 2019 | 110                                 | Heiko Hammer                |
| 2020 | Treppenhaus                         | Kai Stänicke                |
| 2020 | Okay                                | Calvin Müller               |
| 2020 | 7 Stunden                           | Calvin Müller               |
| 2020 | Beifahrersitz                       | Calvin Müller               |
| 2020 | Das Leben (du warst schon immer so) | Calvin Müller               |
| 2020 | Du tust es immer wieder             | Calvin Müller               |
| 2020 | Bis zum Mond                        | Alexander Gellner           |
| 2021 | Drei Uhr nachts                     | Kim Frank                   |
| 2021 | Sommer                              | Serge Mattukat              |
| 2021 | Schwarz                             | Calvin Müller               |
| 2021 | Parfum                              | Calvin Müller               |
| 2021 | Küsse wie Gift                      | Calvin Müller               |
| 2022 | Eigentlich                          | Calvin Müller               |
| 2022 | Dass du mich liebst                 | Bruno Jubin                 |
| 2022 | In Flammen                          | Calvin Müller               |
| 2023 | Fuchs                               | Calvin Müller               |
| 2023 | Mutprobe                            | Calvin Müller               |
| 2023 | Pass auf mich auf                   | Asbjørn                     |
| 2023 | Aperol im Glas                      | Dominik Leingartner         |
| 2023 | Nur noch ein Lied                   | Tim Erdmann, Christina Gotz |
| 2023 | 1000 Mal                            | Amine Sabeur                |
| 2024 | Welt                                | Andjani Gatzweiler          |
| 2024 | Chaos                               | Julius Eirund               |
| 2024 | Danke dass es dich gibt             | Calvin Müller               |
| 2024 | Alles nichts ohne dich              | Calvin Müller               |
| 2024 | Ich mag dich                        | Daniel Helgert              |

## Autorenbeteiligungen
Lea als Autorin in den Charts

| Jahr | Titel Interpretation           | Höchstplatzierung, Gesamtwochen, AuszeichnungChartplatzierungen (Jahr, Titel, Interpretation, Platzierungen, Wochen, Auszeichnungen, Anmerkungen) | Höchstplatzierung, Gesamtwochen, AuszeichnungChartplatzierungen (Jahr, Titel, Interpretation, Platzierungen, Wochen, Auszeichnungen, Anmerkungen) | Höchstplatzierung, Gesamtwochen, AuszeichnungChartplatzierungen (Jahr, Titel, Interpretation, Platzierungen, Wochen, Auszeichnungen, Anmerkungen) | Anmerkungen                                     |
| Jahr | Titel Interpretation           | DE | AT | CH | Anmerkungen                                     |
| ---- | ------------------------------ | --- | --- | --- | ----------------------------------------------- |
| 2016 | Der Himmel reißt auf Stereoact | DE94 (1 Wo.)DE | — | — | Erstveröffentlichung: 3. Juni 2016              |
| 2023 | Wenn du mich lässt Montez      | DE96 (1 Wo.)DE | — | — | Erstveröffentlichung: 3. Mai 2023 Original: Lea |

## Promoveröffentlichungen
Promo-Singles

| Jahr | Titel Album                                                                                | Höchstplatzierung, Gesamtwochen, AuszeichnungChartplatzierungen (Jahr, Titel, Album, Platzierungen, Wochen, Auszeichnungen, Anmerkungen) | Höchstplatzierung, Gesamtwochen, AuszeichnungChartplatzierungen (Jahr, Titel, Album, Platzierungen, Wochen, Auszeichnungen, Anmerkungen) | Höchstplatzierung, Gesamtwochen, AuszeichnungChartplatzierungen (Jahr, Titel, Album, Platzierungen, Wochen, Auszeichnungen, Anmerkungen) | Anmerkungen                                                          |
| Jahr | Titel Album                                                                                | DE | AT | CH | Anmerkungen                                                          |
| ---- | ------------------------------------------------------------------------------------------ | --- | --- | --- | -------------------------------------------------------------------- |
| 2019 | Guten Tag, liebes Glück (MTV Unplugged) MTV Unplugged                                      | — | — | — | Erstveröffentlichung: 6. September 2019 Max Raabe feat. Lea          |
| 2020 | Die Gedanken sind frei Giraffenaffen 6 (Sampler)                                           | — | — | — | Erstveröffentlichung: 24. April 2020                                 |
| 2020 | Für immer Sing meinen Song – Das Tauschkonzert, Vol. 7 (Sampler)                           | DE— cDE | — | — | Erstveröffentlichung: 6. Mai 2020 Original: Max Giesinger            |
| 2020 | Walk in Your Shoes Sing meinen Song – Das Tauschkonzert, Vol. 7 (Deluxe Edition) (Sampler) | — | — | — | Erstveröffentlichung: 12. Mai 2020 Original: Nico Santos             |
| 2020 | The Great Escape Sing meinen Song – Das Tauschkonzert, Vol. 7 (Sampler)                    | — | — | — | Erstveröffentlichung: 19. Mai 2020 Original: Ilse DeLange            |
| 2023 | Fuchs Bülowstraße                                                                          | — | — | — | Erstveröffentlichung: 3. März 2023                                   |
| 2023 | Mutprobe Bülowstraße                                                                       | — | — | — | Erstveröffentlichung: 17. März 2023                                  |
| 2023 | Pass auf mich auf Bülowstraße                                                              | DE93 (1 Wo.)DE | — | — | Erstveröffentlichung: 14. April 2023 feat. Luvre47                   |
| 2023 | Zeit für Optimisten Sing meinen Song – Das Tauschkonzert, Vol. 10 (Sampler)                | — | — | — | Erstveröffentlichung: 26. April 2023 Original: Silbermond            |
| 2023 | Sag mir wie Bülowstraße                                                                    | — | — | — | Erstveröffentlichung: 28. April 2023                                 |
| 2023 | Mond Sing meinen Song – Das Tauschkonzert, Vol. 10 (Sampler)                               | — | — | — | Erstveröffentlichung: 10. Mai 2023 Original: Montez feat. Badmómzjay |
| 2023 | Wenn du liebst Sing meinen Song – Das Tauschkonzert, Vol. 10 (Sampler)                     | — | — | — | Erstveröffentlichung: 17. Mai 2023 Original: Clueso                  |

## Sonderveröffentlichungen

### Alben
| Jahr | Titel Musiklabel                                               | Anmerkungen                                            |
| ---- | -------------------------------------------------------------- | ------------------------------------------------------ |
| 2023 | Lea bei Sing meinen Song, Vol. 10 Music for Millions (Tonpool) | Erstveröffentlichung: 19. Mai 2023 Mini-TV-Kompilation |

### Lieder
| Jahr | Titel Album                                           | Anmerkungen                                                         |
| ---- | ----------------------------------------------------- | ------------------------------------------------------------------- |
| 2017 | Be My Now #Zwei                                       | Erstveröffentlichung: 21. Juli 2017 Gestört aber geil feat. Lea     |
| 2017 | Wohin willst du #Zwei                                 | Erstveröffentlichung: 21. Juli 2017 Gestört aber geil feat. Lea     |
| 2019 | 110 Berlin lebt 2                                     | Erstveröffentlichung: 4. Oktober 2019 Capital Bra & Samra feat. Lea |
| 2019 | Guten Tag, liebes Glück (MTV Unplugged) MTV Unplugged | Erstveröffentlichung: 22. November 2019 Max Raabe feat. Lea         |
| 2021 | Bis zum Mond Oh Yeah!                                 | Erstveröffentlichung: 22. Januar 2021 Dikka feat. Lea               |
| 2021 | Drei Uhr nachts Musketiere                            | Erstveröffentlichung: 13. August 2021 Mark Forster feat. Lea        |
| 2023 | Dass du mich liebst Jaaaaaaaaaaaaaaaa!                | Erstveröffentlichung: 24. Februar 2023 Klan feat. Lea               |
| 2023 | Nur noch ein Lied Übers Träumen                       | Erstveröffentlichung: 27. Oktober 2023 Bosse feat. Lea              |
| 2024 | Für dich da 4630 Bochum (40 Jahre Edition)            | Erstveröffentlichung: 7. Juni 2024 Herbert Grönemeyer feat. Lea     |

| Jahr | Titel Album                                                                      | Anmerkungen |
| ---- | -------------------------------------------------------------------------------- | --- |
| 2015 | So hat alles seinen Sinn Für Hilde                                               | Erstveröffentlichung: 18. Dezember 2015 Original: Hildegard Knef                                                                                      |
| 2018 | Funky Monkey Bibi & Tina – Star-Edition                                          | Erstveröffentlichung: 28. September 2018 Original: Fabian Buch                                                                                        |
| 2018 | Mädchen gegen Jungs Bibi & Tina – Star-Edition                                   | Erstveröffentlichung: 28. September 2018 als Teil der Bibi & Tina All Stars Original: Lina Larissa Strahl, Lisa-Marie Koroll, Phil Laude & Louis Held |
| 2019 | Der Mann aus Gasse 9 Dein Song 2019                                              | Erstveröffentlichung: 15. März 2019 mit Giulio Palmisano                                                                                              |
| 2020 | Feder im Wind Sing meinen Song – Das Tauschkonzert, Vol. 7 (Deluxe Edition)      | Erstveröffentlichung: 22. Mai 2020 Original: MoTrip                                                                                                   |
| 2020 | Friends R Family Sing meinen Song – Das Tauschkonzert, Vol. 7 (Deluxe Edition)   | Erstveröffentlichung: 22. Mai 2020 Original: Michael Patrick Kelly                                                                                    |
| 2020 | Friends R Family Sing meinen Song – Das Tauschkonzert, Vol. 7 (Deluxe Edition)   | Erstveröffentlichung: 22. Mai 2020 mit Michael Patrick Kelly; Original: Michael Patrick Kelly                                                         |
| 2020 | Für immer Sing meinen Song – Das Tauschkonzert, Vol. 7                           | Erstveröffentlichung: 22. Mai 2020 Original: Max Giesinger                                                                                            |
| 2020 | Für immer Sing meinen Song – Das Tauschkonzert, Vol. 7 (Deluxe Edition)          | Erstveröffentlichung: 22. Mai 2020 mit Max Giesinger; Original: Max Giesinger                                                                         |
| 2020 | Monster Sing meinen Song – Das Tauschkonzert, Vol. 7 (Deluxe Edition)            | Erstveröffentlichung: 22. Mai 2020 mit Jan Plewka |
| 2020 | Ohne dich Sing meinen Song – Das Tauschkonzert, Vol. 7 (Deluxe Edition)          | Erstveröffentlichung: 22. Mai 2020 Original: Selig |
| 2020 | The Great Escape Sing meinen Song – Das Tauschkonzert, Vol. 7                    | Erstveröffentlichung: 22. Mai 2020 Original: Ilse DeLange                                                                                             |
| 2020 | Walk in Your Shoes Sing meinen Song – Das Tauschkonzert, Vol. 7 (Deluxe Edition) | Erstveröffentlichung: 22. Mai 2020 Original: Nico Santos                                                                                              |
| 2020 | Die Gedanken sind frei Giraffenaffen 6                                           | Erstveröffentlichung: 3. Juli 2020 |
| 2023 | Männer wie du Sing meinen Song – Das Tauschkonzert, Vol. 10                      | Erstveröffentlichung: 19. Mai 2023 Original: Alli Neumann                                                                                             |
| 2023 | Mond Sing meinen Song – Das Tauschkonzert, Vol. 10                               | Erstveröffentlichung: 19. Mai 2023 Original: Montez feat. Badmómzjay                                                                                  |
| 2023 | Nichts geht mehr Sing meinen Song – Das Tauschkonzert, Vol. 10                   | Erstveröffentlichung: 19. Mai 2023 Original: Johannes Oerding                                                                                         |
| 2023 | Wenn du liebst Sing meinen Song – Das Tauschkonzert, Vol. 10                     | Erstveröffentlichung: 19. Mai 2023 Original: Clueso                                                                                                   |
| 2023 | Wenn du mich lässt Sing meinen Song – Das Tauschkonzert, Vol. 10                 | Erstveröffentlichung: 19. Mai 2023 mit Montez |
| 2023 | Would I Lie to You Sing meinen Song – Das Tauschkonzert, Vol. 10                 | Erstveröffentlichung: 19. Mai 2023 Original: Nico Santos                                                                                              |
| 2023 | Zeit für Optimisten Sing meinen Song – Das Tauschkonzert, Vol. 10                | Erstveröffentlichung: 19. Mai 2023 Original: Silbermond                                                                                               |

| Jahr | Titel Soundtrack                                        | Anmerkungen                              |
| ---- | ------------------------------------------------------- | ---------------------------------------- |
| 2024 | Alles nichts ohne dich Die Schule der magischen Tiere 3 | Erstveröffentlichung: 20. September 2024 |

## Statistik

### Chartauswertung
Die folgenden Aufstellungen bieten einen Überblick über die Charterfolge von Lea in Deutschland, Österreich und der Schweiz. Zu beachten ist, dass bei den Singles nur Interpretationen und keine reinen Autorenbeteiligungen berücksichtigt wurden.
|                     | DE    | AT    | CH    |
| ------------------- | ----- | ----- | ----- |
| Nummer-eins-Alben   | DE—DE | AT—AT | CH—CH |
| Top-10-Alben        | DE5DE | AT2AT | CH2CH |
| Alben in den Charts | DE5DE | AT5AT | CH5CH |

|                       | DE     | AT     | CH     |
| --------------------- | ------ | ------ | ------ |
| Nummer-eins-Singles   | DE1DE  | AT—AT  | CH—CH  |
| Top-10-Singles        | DE4DE  | AT1AT  | CH1CH  |
| Singles in den Charts | DE26DE | AT13AT | CH13CH |

### Auszeichnungen für Musikverkäufe
Anmerkung: Auszeichnungen in Ländern aus den Charttabellen bzw. Chartboxen sind in ebendiesen zu finden.
| Land/RegionAuszeichnungen für Musikverkäufe (Land/Region, Auszeichnungen, Verkäufe, Quellen) | Gold       | Platin     | Verkäufe  | Quellen           |
| -------------------------------------------------------------------------------------------- | ---------- | ---------- | --------- | ----------------- |
| Deutschland (BVMI)                                                                           | 7× Gold7   | 8× Platin8 | 4.400.000 | musikindustrie.de |
| Österreich (IFPI)                                                                            | 3× Gold3   | Platin1    | 75.000    | ifpi.at           |
| Schweiz (IFPI)                                                                               | Gold1      | —          | 10.000    | hitparade.ch      |
| Insgesamt                                                                                    | 11× Gold11 | 9× Platin9 |           |                   |